# Pseudognaptodon labrus
Pseudognaptodon labrus är en stekelart som beskrevs av Williams 2004. Pseudognaptodon labrus ingår i släktet Pseudognaptodon och familjen bracksteklar. Inga underarter finns listade i Catalogue of Life.